# Daucus broteri
Daucus broteri ist eine Pflanzenart aus der Gattung der Möhren (Daucus).

## Merkmale
Daucus broteri ist ein einjähriger Schaft-Therophyt, der Wuchshöhen von 10 bis 30 (selten bis 50) Zentimeter erreicht. Der Stängel ist aufrecht oder aufsteigend, an der Basis stark verzweigt. Die Blätter sind zweifach gefiedert. Die Fruchtdolde ist nicht zusammengezogen. Die Hülle ist maximal so lang wie die Doldenstrahlen fällt wenig auf. Die Kronblätter sind weiß oder rosa und 1 bis 2,5 Millimeter groß. Die Frucht ist 4 bis 6 Millimeter groß. Die Nebenrippenstacheln sind am Grund deutlich zusammenfließend-geflügelt.
Die Blütezeit reicht von Mai bis Juni.
Die Chromosomenzahl beträgt 2n = 20.

## Vorkommen
Daucus broteri kommt im östlichen Mittelmeerraum vor. Sie wächst auf Äckern und an Küsten. Ihr Verbreitungsgebiet umfasst Italien, Albanien, Griechenland, Mazedonien, Bulgarien, Kreta, die Ägäis, die europäische und asiatische Türkei, Zypern, Syrien, Libanon, Jordanien, Israel und die Sinaihalbinsel.

## Systematik
Daucus broteri wurde 1830 von Michele Tenore erstbeschrieben.